# Taille d'effet
En statistique, une taille d'effet est une mesure de la force de l'effet observé d'une variable sur une autre et plus généralement d'une inférence. La taille d'un effet est donc une grandeur statistique descriptive calculée à partir de données observées empiriquement afin de fournir un indice quantitatif de la force de la relation entre les variables et non une statistique inférentielle qui permettrait de conclure ou non si ladite relation observée dans les données existe bien dans la réalité. En ce sens, la taille de l'effet est complémentaire à d'autres mesures statistiques telle que la valeur p d'un test t. Les mesures de taille d'effet sont particulièrement utiles pour conduire des méta-analyses qui exigent de comparer entre eux des résultats issus de différentes études scientifiques pour en faire la synthèse ou pour conduire des analyses de puissance destinées à établir si un protocole expérimental est adapté pour mesurer le phénomène que l'on cherche à étudier.
Quelques exemples de mesures de taille d'effet : 
- le r d'une corrélation de Pearson mesure la force d'association entre les deux variables que l'on cherche à corréler ;
- le d de Cohen ou d’ permet de caractériser la magnitude d'un effet associé dans une population donnée par rapport à une hypothèse nulle. Traditionnellement, un d autour de 0.2 est décrit comme un effet « faible », 0.5 « moyen » et 0.8 comme « fort » ;
- ω dans une ANOVA.